# USS Washington (BB-47)
El USS Washington (BB-47), un acorazado clase Colorado, fue la segunda embarcación de la Armada de los Estados Unidos en ser bautizada en honor al estado de Washington. Su quilla fue colocada el 30 de junio de 1919 en Camden, Nueva Jersey, en el astillero de la New York Shipbuilding Corporation. Fue botado el 1 de septiembre de 1921, bautizado por Jean Summers, hija del congresista de Washington, John Summers. 
El 8 de febrero de 1922, dos días después de la firma del tratado naval de Washington para la limitación de armamento naval, fueron cesados todos los trabajos de su construcción, que llevaban un 75.9% completados. Fue hundido como blanco de artillería el 26 de noviembre de 1924, por los acorazados New York y Texas.

## Diseño
En 1916, se completó el trabajo de diseño para la próxima clase de acorazados que serían construidos para la Armada de los Estados Unidos, a partir de 1917. Estas embarcaciones eran copias directas de la clase anterior Tennessee, con la excepción de su batería principal, que aumentó de doce cañones de 356 mm, a ocho cañones de 406 mm. La clase Colorado resultó ser la última clase de acorazados completada del tipo estándar.
El Washington tenía una eslora de 190 m, una manga de 29.7 m, y un calado de 9.3 m. Tenía un desplazamiento estándar de 32 693 toneladas largas, y de 33 590 a máxima capacidad. Era impulsado por cuatro motores turbo-eléctricos a vapor General Electric, alimentados por ocho calderas Babcock & Wilcox, con una potencia de 28 900 caballos de fuerza (21 600 kW), que generaban una velocidad máxima de 21 nudos (39 km/h). Tenía una autonomía de crucero de 8000 millas náuticas (15 000 km) a una velocidad de 10 nudos (19 km/h), pero contaba con un espacio adicional para combustible que podía usarse en tiempos de guerra, que incrementaba su autonomía a 21 100 mn (39 100 km). Su tripulación consistía en 1305 oficiales y soldados.
Estaba armado con una batería principal de ocho cañones calibre 406 mm/45 serie 1 en cuatro torretas dobles en la línea central, dos en la proa y dos en la popa en pares de súperfuego. La batería secundaria consistía en dieciséis cañones calibre 127 mm/51, montados individualmente en casamatas agrupadas en la superestructura a mitad de la embarcación. Contaba con una batería antiaérea de ocho cañones calibre 76 mm/50 en montajes individuales de ángulo alto. Como estándar en los buques capitales de ese período, tenía dos tubos lanzatorpedos de 533 mm montados en su casco debajo de la línea de flotación, uno en cada costado.
Su cinturón blindado era de 203 a 343 mm de grosor, mientras que su cubierta blindada principal era de 89 mm de grosor. Las torretas de su batería principal tenían frentes de 457 mm, y 330 mm en las barbetas. Su torre de mando tenía costados de 406 mm.

## Historial de servicio
Con las asignaciones del año fiscal de 1917, se abrieron las ofertas de los cuatro Colorados el 18 de octubre de 1916; aunque la quilla del Maryland fue colocada el 24 de abril de 1917. Los otros tres acorazados, el Washington incluido, no se colocaron hasta 1919 y 1920. Con la cancelación de la primera clase South Dakota, los Colorados fueron los últimos acorazados de Estados Unidos en entrar en servicio durante casi dos décadas. Fueron también los últimos acorazados estadounidenses en usar torretas de dos cañones; los North Carolina, y los segundos South Dakota usaban nueve cañones calibre 406 mm/45 serie 6, y los Iowa usaban nueve cañones calibre 406 mm/50 serie 7 en tres torretas triples. La quilla del Washington fue colocada el 30 de junio de 1919.
El 8 de febrero de 1922, dos días después de la firma del tratado naval de Washington para la limitación de todo armamento naval, la construcción del súper dreadnought fue detenida con un 75.9% del trabajo completado. Para ese momento, ya le había sido colocado el blindaje subacuático.
La embarcación fue remolcada en noviembre de 1924 para ser utilizada como barco objetivo. El primer día de pruebas, la embarcación fue impactada por dos torpedos de 180 kg, y tres bombas de 1 tonelada que casi erraron, causaron daños menores y provocaron una inclinación de tres grados. Le fueron detonados 180 kg de TNT en su interior, pero permaneció a flote. Dos días después, la embarcación fue impactada por catorce obuses de 356 mm que cayeron desde 1200 m, pero solo uno penetró. Fue hundido finalmente por los acorazados Texas y New York con catorce obuses de 356 mm. Después de la prueba, se decidió que el blindaje existente en las cubiertas en los acorazados era inadecuado, y que los futuros acorazados debían ser equipados con fondos triples, que era un blindaje subacuático con tres capas.